# ジェーン・フォンダ
ジェーン・フォンダ（Jane Fonda, 本名：Jayne Seymour Fonda, 1937年12月21日 - ）は、アメリカ合衆国出身の女優、作家、政治活動家。父のヘンリー・フォンダ、弟のピーター・フォンダ、姪のブリジット・フォンダも俳優である。これまで7度のアカデミー賞候補にノミネートされ、1971年に『コールガール』、1978年に『帰郷』と、主演女優賞を2度受賞している。

## 経歴
女優になる前はヴァッサー大学で絵画を学び、パリに滞在したこともある。大学は中退し、ヴォーグのカバーを2度飾るなど、モデルとして活躍した。その後、リー・ストラスバーグのもとで演技を学ぶ。
1950年代後半より舞台に立ち、1960年に『のっぽ物語』で映画デビュー。これまで7度のアカデミー賞候補にノミネートされ、1971年に『コールガール』、1978年に『帰郷』と、主演女優賞を2度受賞している。
私生活では、1965年に映画監督のロジェ・ヴァディムと結婚したが、1973年に離婚。直後に社会・政治活動家のトム・ヘイデン（Tom Hayden）と再婚する。1970年頃から1975年頃までベトナム戦争に対する反戦運動に傾倒し、「ハノイ・ジェーン」と呼ばれた。ロジェ・ヴァディムとの間に1子、トム・ヘイデンとの間に2子があり、俳優として活躍中のトロイ・ギャリティはヘイデンとの間に生まれた長男。
1979年に原発事故を題材にした映画『チャイナ・シンドローム』に主演し、ジャック・レモンやマイケル・ダグラスと共演した。この映画のセットで足首を骨折してバレエの練習が出来なくなり、代わりに始めたエクササイズが後年大ヒットする。
1982年からエアロビクスビデオ『Jane Fonda Workout』シリーズを発表し、ベストセラーとなる。
1989年にヘイデンと離婚。1991年にCNNの創設者でケーブルテレビチャンネル・映画制作会社オーナーのテッド・ターナーと3度目の結婚をするも、2001年に離婚を迎えた。離婚の慰謝料は天文学的数字とされる。
1990年代後半に一度引退したが、2005年に女優復帰した。
2018年、口唇にガンが発症したことを告白。

## 政治活動
ベトナム戦争中のアメリカでは、「リベラル」系の作家や評論家などの文化人や俳優、歌手などの芸能人による反戦運動が盛んに行われていた。フォンダも活動に加わるようになり、1970年には反戦を訴えるヒッピーのグループとともに軍の基地に侵入を試み逮捕されている。また同年に行われたワシントンD.C.で行われた反戦集会にも参加した。1971年にベトナム戦争復員軍人による反戦活動VVAW (ベトナム反戦帰還兵の会)の公聴会を支援し、資金集めのために全米各地で集会を開く。共に運動を行った政治活動家のトム・ヘイデンとは1973年に結婚している。
VVAWの活動には2004年に民主党から大統領選挙に出馬したジョン・ケリーも深く関わっており、後の大統領選で争点となった。この間、フォンダはビラ撒きや薬物所持の容疑で数回逮捕されている（薬物所持の罪状については後に取り下げられた）。1970年5月からFBI当局、CIA当局からの監視対象となり、最終的に2万ページにも及ぶジェーン・フォンダに関するファイルが作成された。
1972年7月にベトナム民主共和国を訪れた際、飛来したアメリカ軍機を撃墜するために設けられた高射砲に座り、北ベトナム軍のヘルメットを被ってポーズをとった。さらにハノイに抑留されているアメリカ兵士の戦時捕虜を「死刑にすべき」と発言した。
後にこの時の写真と記事は世界中に配信され、その後フォンダは「祖国への裏切り行為で自分の判断の誤りだった」と釈明したものの、「ハノイ・ジェーン（Hanoi Jane）」と呼ばれ、長年に渡りベトナム退役軍人とその家族を中心に「売国奴」、「裏切り者」として大きな批判を浴び続ける。
二度目の来日だった1981年には、4月28日から5月10日までの2週間、プライベートの旅行を兼ねて日本に滞在。『9時から5時まで』の日本での公開に合わせた宣伝キャンペーンを含めたものだったが、1971年の初来日の際にはベトナム反戦劇団を率いての来日で、羽田で入国許可が降りず、3日間空港で押えられた前科があり、招いた20世紀フォックスも「反原発」発言を恐れ、神経を尖らせた。会見やインタビューでは必ず「あなたの生き方は我々の理想、憧れです。何か日本の女性にアドバイスを」と聞かれ、その度に当惑し「それぞれの立場や経験がみな違うでしょう。私が具体的な助言をするのはかえって失礼ではありませんか」などと諭した。当時の夫・トム・ヘイデンが反原発・代替エネルギー開発推進の運動家だったことから、京都を観光した後、1981年5月5日に香川県三豊郡仁尾町（現・三豊市）の「仁尾太陽博」会場を訪れ、世界初の太陽熱発電所を見学。翌5月6日には広島県広島市の平和記念公園を親子3人で訪れ、原爆資料館を見学し、慰霊碑で黙とうした。ヘイデンは「この息子（トロイ・ギャリティ、当時7歳）に人類最大の過ちを見せる」と、ジェーンは「すぐには理解できないかもしれないけれど、この体験は将来きっとためになると思う」と話した。
1988年にはバーバラ・ウォルターズのインタビュー番組で反省の弁を再び述べたが、退役軍人の怒りは収まらず、2005年4月には自叙伝のサイン会で退役軍人から唾を吐きつけられた。
2019年10月・11月、ワシントンにおいて気候変動政策についてデモ禁止の連邦議会前で政府に抗議中、逮捕された。
2019年には、連邦議事堂周辺で毎週金曜日に行われている気候変動問題を訴えるデモに参加。10月11日、10月18日、10月25日、11月1日と毎週逮捕されることとなった。

## 父親との確執
幼い頃、実母が父ヘンリー・フォンダの浮気を苦にして自殺したと知って以来、父との確執が始まった。父はその後も別の女性との再婚・離婚を繰り返した。ジェーンはことごとくヘンリーに背き、ヴァディムとの結婚も父に知らせないままだった。和解したのは、フランスから帰国してからだという。「フランス行きが私を自立させたのです。私は父を克服しました」とのちに語っている。
アカデミー賞と無縁だったヘンリーがアカデミー特別功労賞を受賞した際、ヘンリーは「私の人生の一番のハイライトです」と語ったものの、父の本当の胸の内は「現役俳優として主演男優賞が欲しい」と願っていたことをジェーンは知っていた。ブロードウェイで人気を博した家庭劇の佳作『黄昏』の映画化権をジェーンは買い取り、主人公をヘンリー、主人公の妻役をキャサリン・ヘプバーンが演じる。夫婦愛と親子の和解がテーマであるこの作品で、ジェーンは主人公の娘役で出演。完成した『黄昏』は、アカデミー賞で主演男優・主演女優両賞を獲得した。

## ギャラリー

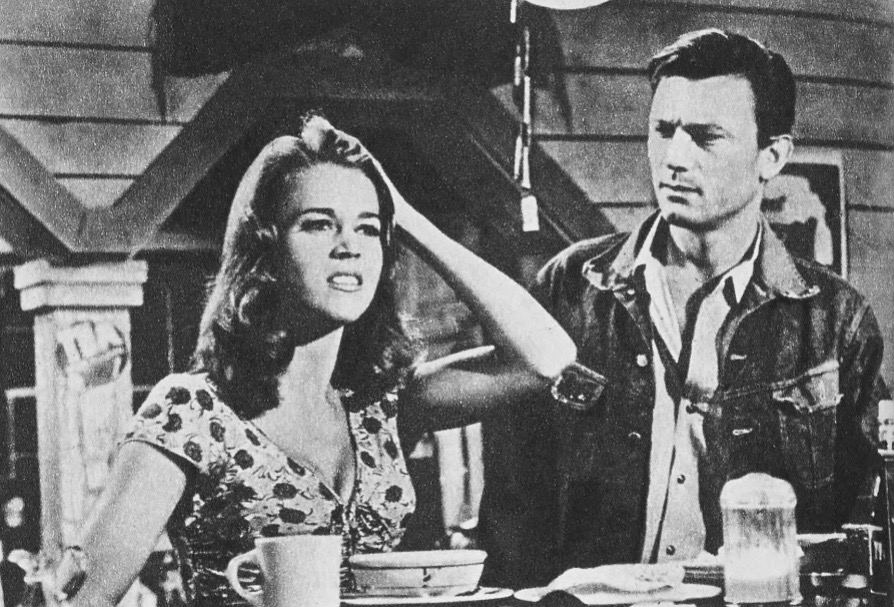
『荒野を歩け』（1962年）
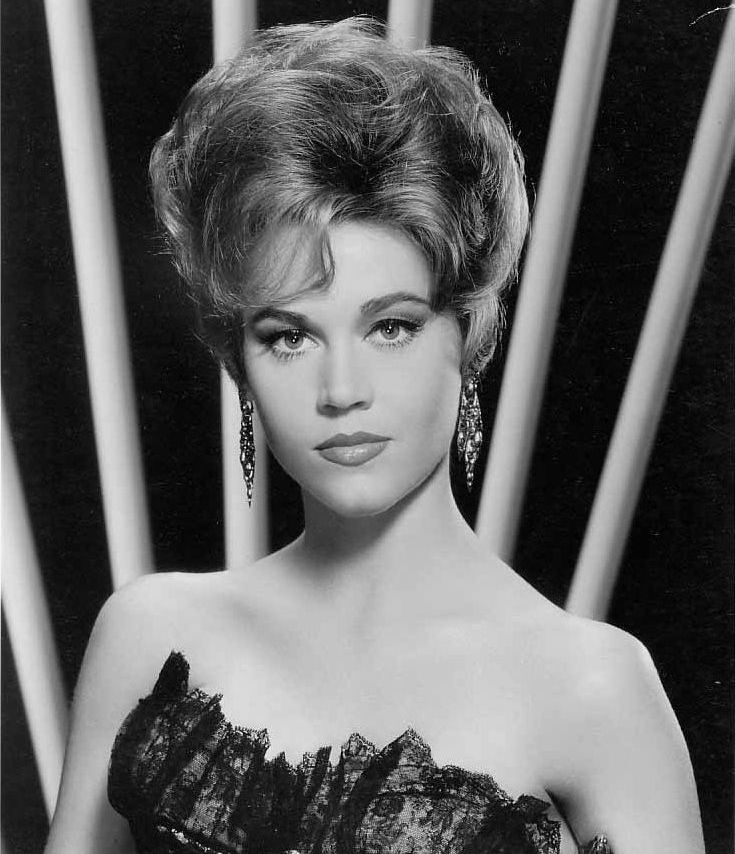
『ニューヨークの休日』（1963年）
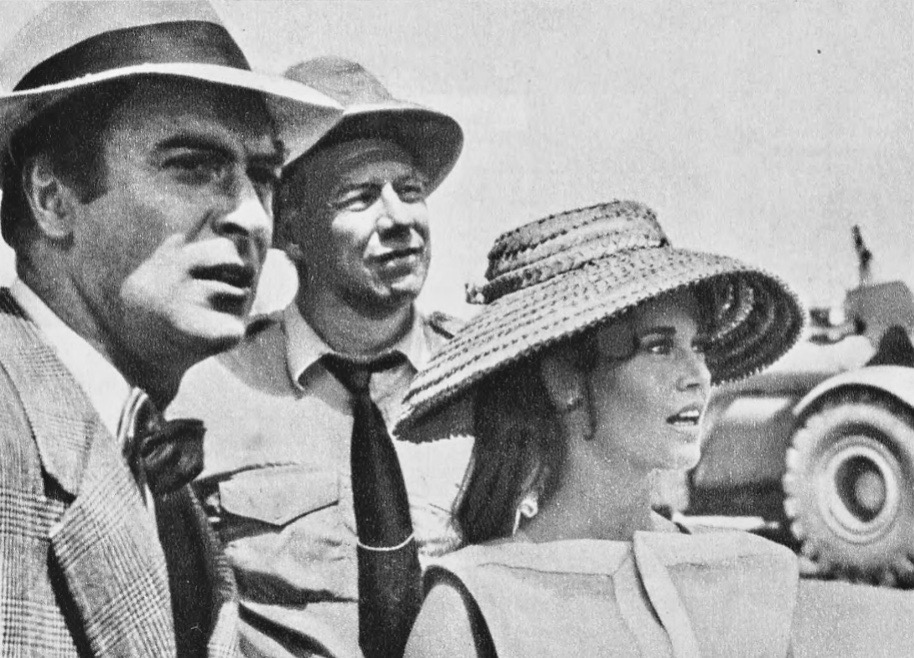
『夕陽よ急げ』（1967年）
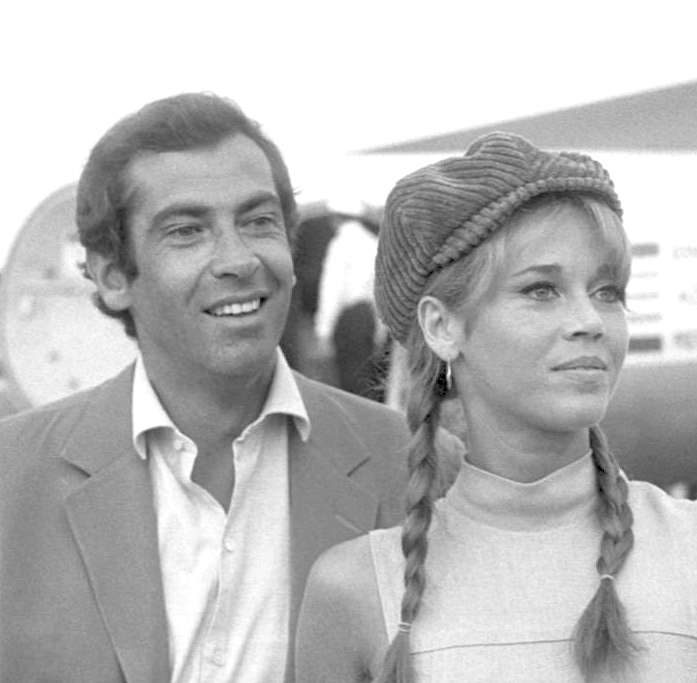
ロジェ・ヴァディムとフォンダ（1967年）
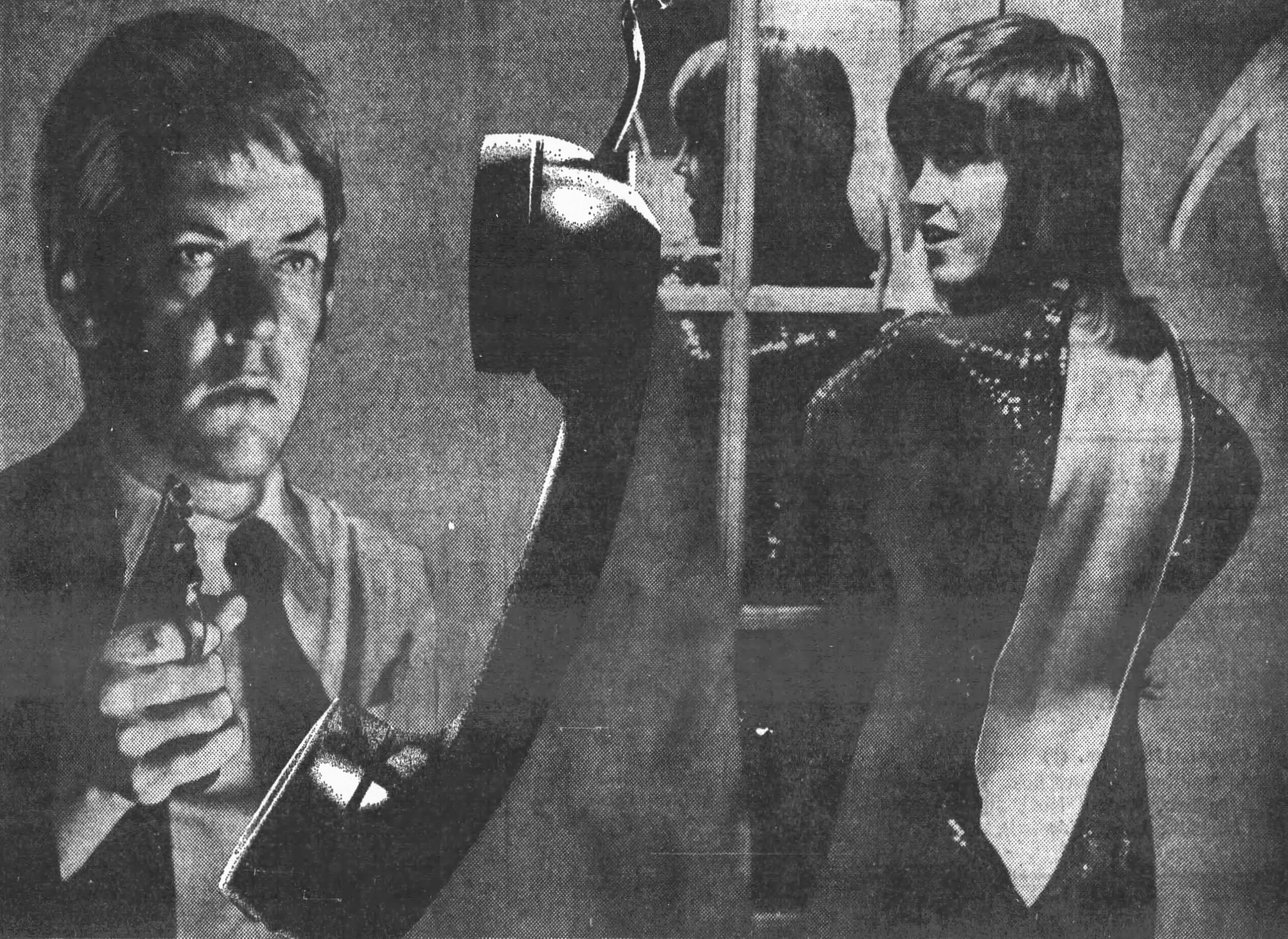
『コールガール』（1971年）
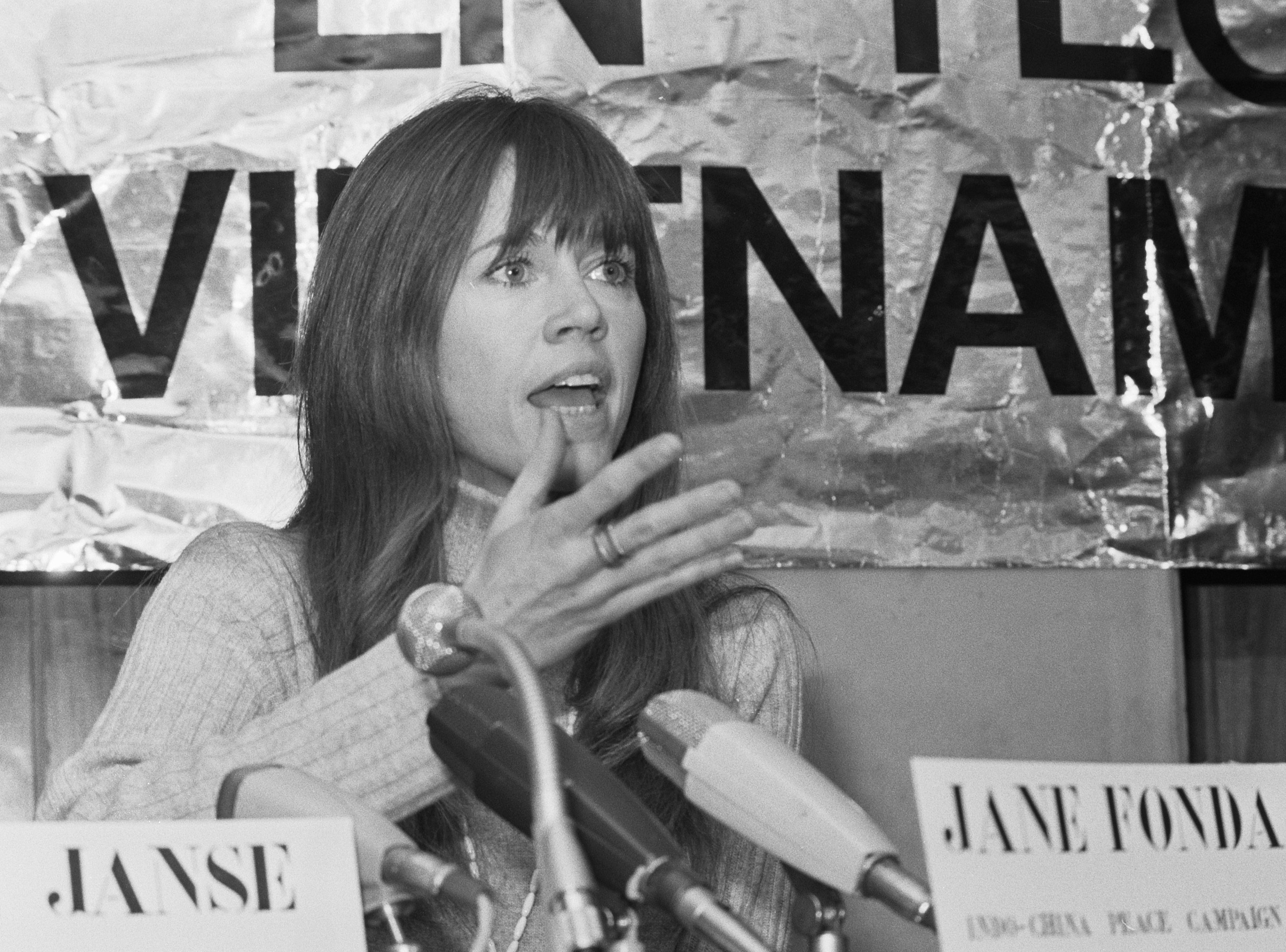
オランダで開かれた反戦会議にて（1975年1月）
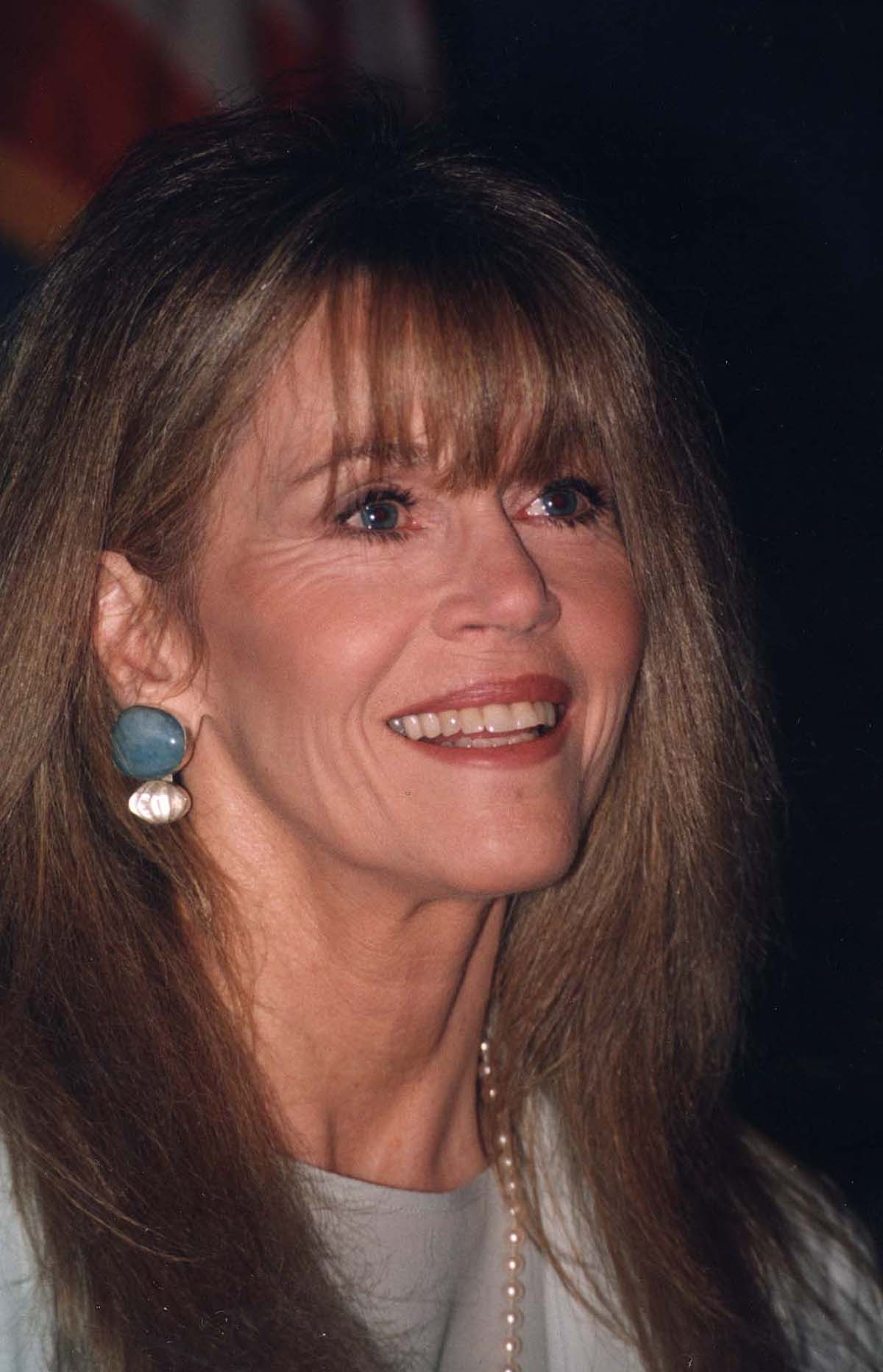
1998年
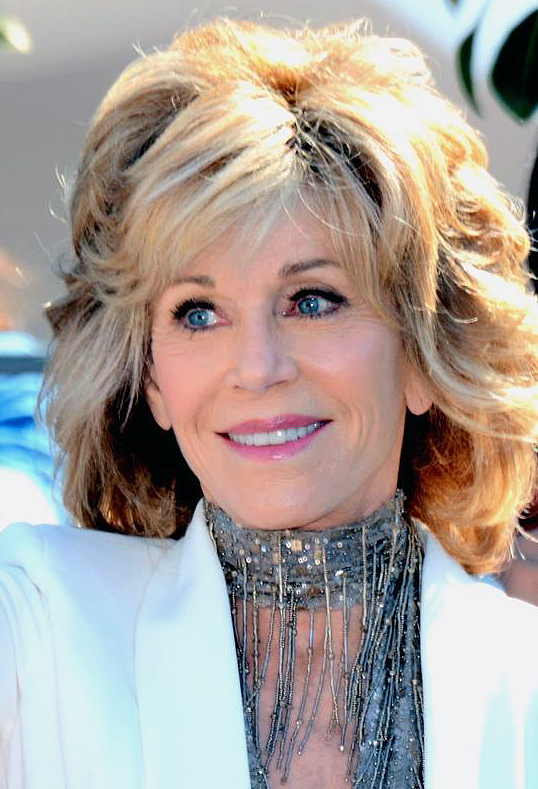
2015年

## 主な出演作品

### 映画
| 公開年 | 邦題 原題                                                                 | 役名                       | 備考                                                                               |
| ------ | ------------------------------------------------------------------------- | -------------------------- | ---------------------------------------------------------------------------------- |
| 1960年 | のっぽ物語 Tall Story                                                     | ジューン・ライダー         |                                                                                    |
| 1962年 | 荒野を歩け Walk On The Wild Side                                          | キティ・ツイスト           |                                                                                    |
| 1962年 | チャップマン報告 The Chapman Report                                       | キャスリーン・バークレイ   |                                                                                    |
| 1963年 | ニューヨークの休日 Sunday in New York                                     | アイリーン・テイラー       |                                                                                    |
| 1964年 | 危険がいっぱい Les félins                                                 | メリンダ                   |                                                                                    |
| 1964年 | 輪舞 La ronde                                                             | ソフィー                   |                                                                                    |
| 1965年 | キャット・バルー Cat Ballou                                               | キャット・バルー           |                                                                                    |
| 1966年 | 逃亡地帯 The Chase                                                        | アンナ・リーヴス           |                                                                                    |
| 1966年 | 獲物の分け前 La curée                                                     | レネ                       |                                                                                    |
| 1966年 | 水曜ならいいわ Any Wednesday                                              | エレン・ゴードン           |                                                                                    |
| 1967年 | 夕陽よ急げ Hurry Sundown                                                  | ジュリー・アン・ウォレン   |                                                                                    |
| 1967年 | 裸足で散歩 Barefoot in the Park                                           | コリー                     |                                                                                    |
| 1967年 | 世にも怪奇な物語 Histoires extraordinaires                                | フレデリック               |                                                                                    |
| 1968年 | バーバレラ Barbarella                                                     | バーバレラ                 |                                                                                    |
| 1969年 | ひとりぼっちの青春 They Shoot Horses, Don't They?                         | グロリア                   |                                                                                    |
| 1971年 | コールガール Klute                                                        | ブリー・ダニエル           | アカデミー主演女優賞 受賞 ゴールデングローブ賞 主演女優賞 (ドラマ部門) 受賞        |
| 1972年 | 万事快調 Tout Va Bien                                                     | スザンヌ                   |                                                                                    |
| 1973年 | 人形の家 A Doll's House                                                   | ノラ                       |                                                                                    |
| 1976年 | 青い鳥 The Blue Bird                                                      | ザ・ナイト                 |                                                                                    |
| 1977年 | おかしな泥棒 ディック&ジェーン Fun with Dick and Jane                     | ジェーン・ハーパー         |                                                                                    |
| 1977年 | ジュリア Julia                                                            | リリアン・ヘルマン         | ゴールデングローブ賞 主演女優賞 (ドラマ部門) 受賞 英国アカデミー賞 主演女優賞 受賞 |
| 1978年 | 帰郷 Coming Home                                                          | サリー・ハイド             | アカデミー主演女優賞 受賞 ゴールデングローブ賞 主演女優賞 (ドラマ部門) 受賞        |
| 1978年 | カムズ・ア・ホースマン Comes a Horseman                                   | エラ・コナーズ             |                                                                                    |
| 1978年 | カリフォルニア・スイート California Suite                                 | ハンナ・ウォレン           |                                                                                    |
| 1979年 | チャイナ・シンドローム The China Syndrome                                 | キンバリー・ウェルズ       | 英国アカデミー賞 主演女優賞 受賞                                                   |
| 1979年 | 出逢い The Electric Horseman                                              | アリス・マーティン         |                                                                                    |
| 1980年 | 9時から5時まで Nine to Five                                               | ジュディ                   |                                                                                    |
| 1981年 | 黄昏 On Golden Pond                                                       | チェルシー                 |                                                                                    |
| 1981年 | 華麗なる陰謀 Rollover                                                     | リー・ウィンタース         |                                                                                    |
| 1985年 | アグネス Agnes of God                                                     | マーサ・リヴィングストン   |                                                                                    |
| 1986年 | モーニングアフター The Morning After                                      | アレックス                 |                                                                                    |
| 1987年 | ビル・コスビーのそれ行けレオナルド Leonard Part 6                         | 本人                       | クレジットなし                                                                     |
| 1989年 | アイリスへの手紙 Stanley & Iris                                           | アイリス・エステル・キング |                                                                                    |
| 1989年 | 私が愛したグリンゴ Old Gringo                                             | ハリエット・ウィンスロー   |                                                                                    |
| 2002年 | デブラ・ウィンガーを探して Searching for Debra Winger                     | -                          | ドキュメンタリー                                                                   |
| 2005年 | ウェディング宣言 Monster-In-Law                                           | ヴィオラ・フィールズ       |                                                                                    |
| 2007年 | 幸せのルールはママが教えてくれた Georgia Rule                             | ジョージア                 |                                                                                    |
| 2011年 | みんなで一緒に暮らしたら Et si on vivait tous ensemble?                   | ジャンヌ                   |                                                                                    |
| 2013年 | 大統領の執事の涙 Lee Daniels' The Butler                                  | ナンシー・レーガン         |                                                                                    |
| 2014年 | 禁断のケミストリー Better Living Through Chemistry                        | 本人                       | 日本劇場未公開、WOWOWで放映                                                        |
| 2015年 | パパが遺した物語 Fathers and Daughters                                    |                            | [ 18 ]                                                                             |
| 2015年 | グランドフィナーレ Youth – La giovinezza                                  | ブレンダ・モレル           | [ 19 ]                                                                             |
| 2017年 | 夜が明けるまで Our Souls at Night                                         | アディー・ムーア           | [ 20 ]                                                                             |
| 2018年 | また、あなたとブッククラブで Book Club                                    | ヴィヴィアン               |                                                                                    |
| 2023年 | 80 For Brady:エイティ・フォー・ブレイディ 80 for Brady                    | トリッシュ                 | 日本劇場未公開                                                                     |
| 2023年 | ブッククラブ/ネクストチャプター Book Club: The Next Chapter               | ヴィヴィアン               | 日本劇場未公開                                                                     |
| 2023年 | ルビー・ギルマン、ティーンエイジ・クラーケン Ruby Gillman, Teenage Kraken | グランママ                 | 声の出演 日本劇場未公開                                                            |

### テレビシリーズ
| 放映年          | 邦題 原題                             | 役名               | 備考                  |
| --------------- | ------------------------------------- | ------------------ | --------------------- |
| 2012年 - 2013年 | ニュースルーム The Newsroom           | レオナ・ランシング | 計7話出演             |
| 2015年 - 現在   | グレイス&フランキー Grace and Frankie | グレイス・ハンソン | Netflixオリジナル作品 |

## 受賞歴

### アカデミー賞
| 年     | 賞                   | 作品名                     | 結果       |
| ------ | -------------------- | -------------------------- | ---------- |
| 1970年 | アカデミー主演女優賞 | 『ひとりぼっちの青春』     | ノミネート |
| 1972年 | アカデミー主演女優賞 | 『コールガール』           | 受賞       |
| 1978年 | アカデミー主演女優賞 | 『ジュリア』               | ノミネート |
| 1979年 | アカデミー主演女優賞 | 『帰郷』                   | 受賞       |
| 1980年 | アカデミー主演女優賞 | 『チャイナ・シンドローム』 | ノミネート |
| 1982年 | アカデミー助演女優賞 | 『黄昏』                   | ノミネート |
| 1987年 | アカデミー主演女優賞 | 『モーニングアフター』     | ノミネート |

### 英国アカデミー賞
| 年     | 賞               | 作品名                     | 結果       |
| ------ | ---------------- | -------------------------- | ---------- |
| 1968年 | 最優秀外国女優賞 | 『裸足で散歩』             | ノミネート |
| 1971年 | 主演女優賞       | 『ひとりぼっちの青春』     | ノミネート |
| 1972年 | 主演女優賞       | 『コールガール』           | ノミネート |
| 1979年 | 主演女優賞       | 『ジュリア』               | 受賞       |
| 1980年 | 主演女優賞       | 『チャイナ・シンドローム』 | 受賞       |
| 1983年 | 助演女優賞       | 『黄昏』                   | ノミネート |

### ゴールデングローブ賞
| 年     | 賞                                      | 作品名                     | 結果       |
| ------ | --------------------------------------- | -------------------------- | ---------- |
| 1962年 | 有望若手女優賞                          | -                          | 受賞       |
| 1963年 | 主演女優賞 (ミュージカル・コメディ部門) | 『Period of Adjustment』   | ノミネート |
| 1966年 | 主演女優賞 (ミュージカル・コメディ部門) | 『キャット・バルー』       | ノミネート |
| 1967年 | 主演女優賞 (ミュージカル・コメディ部門) | 『水曜ならいいわ』         | ノミネート |
| 1970年 | 主演女優賞 (ドラマ部門)                 | 『ひとりぼっちの青春』     | ノミネート |
| 1972年 | 主演女優賞 (ドラマ部門)                 | 『コールガール』           | 受賞       |
| 1973年 | ヘンリエッタ賞                          | -                          | 受賞       |
| 1978年 | 主演女優賞 (ドラマ部門)                 | 『ジュリア』               | 受賞       |
| 1979年 | 主演女優賞 (ドラマ部門)                 | 『帰郷』                   | 受賞       |
| 1979年 | ヘンリエッタ賞                          | -                          | 受賞       |
| 1980年 | 主演女優賞 (ドラマ部門)                 | 『チャイナ・シンドローム』 | ノミネート |
| 1980年 | ヘンリエッタ賞                          | -                          | 受賞       |
| 1982年 | 助演女優賞                              | 『黄昏』                   | ノミネート |
| 1985年 | 女優賞 (ミニシリーズ・テレビ映画部門)   | 『The Dollmaker』          | ノミネート |

### ニューヨーク映画批評家協会賞
| 年     | 賞         | 作品名                 | 結果 |
| ------ | ---------- | ---------------------- | ---- |
| 1969年 | 主演女優賞 | 『ひとりぼっちの青春』 | 受賞 |
| 1971年 | 主演女優賞 | 『コールガール』       | 受賞 |

### その他の称号
| 年     | 授与者                                   | 賞                       |
| ------ | ---------------------------------------- | ------------------------ |
| 2007年 | カンヌ国際映画祭                         | パルム・ドール・ドヌール |
| 2014年 | アメリカン・フィルム・インスティチュート | 生涯功労賞               |

## 参照
1. ↑  “Jane Fonda Wins Best Actress: 1972 Oscars”.   Oscars. 2020年12月17日閲覧。
2. ↑  “Jane Fonda winning an Oscar for "Coming Home"”.   Oscars. 2020年12月17日閲覧。
3. ↑  Sonneborn, Liz (2002). A to Z of American women in the performing arts. New York: Facts on File. p. 71. ISBN 0-8160-4398-1
4. ↑  Browne, Pat; Browne, Ray Broadus (2001). The guide to United States popular culture. Bowling Green, OH: Bowling Green State University Popular Press. p. 288. ISBN 0-87972-821-3
5. ↑  Foster, Arnold W., and Blau, Judith R. Art and Society: Readings in the Sociology of the Arts, State Univ. of N.Y. Press (1989) pp. 118–119.
6. ↑  “Jane Fonda wants a revolution, 1970: CBC Archives”.  CBC. 2020年12月17日閲覧。
7. ↑  The China Syndrome (1979) - Trivia - IMDb
8. ↑  Solomon, Deborah. “Jane Fonda”. The New York Times 2011年7月19日閲覧。
9. ↑  Stated in interview on Inside the Actors Studio.
10. ↑  【イタすぎるセレブ達・番外編】ジェーン・フォンダ、下唇のガン発症を告白＜動画あり＞ - ライブドアニュース
11. ↑  米国防長官を訴える ジェーン・フォンダ『朝日新聞』1970年（昭和45年）3月17日夕刊 3版 10面
12. ↑  Nicosia, Gerald (2004). Home to war: a history of the Vietnam veterans' movement. Carroll & Graf. p. 73. ISBN 978-0-7867-1403-2
13. ↑  “USA - Fonda Hayden News Conference on Hanoi bombings”.   AP Archive (2015年7月22日). 2020年12月17日閲覧。
14. ↑  Roberts, Laura (2010年7月26日). “Jane Fonda relives her protest days on the set of her new film”. The Daily Telegraph (London) 2011年7月19日閲覧。
15. 1 2 3 4 5 6 7  佐藤由紀「同行ルポ 良妻賢母で過ごしたジェーン・フォンダ 日本の2週間」『サンデー毎日』1981年5月24日号、毎日新聞社、171–175頁。
16. ↑  “Ｊ・フォンダ、毎週金曜に逮捕で４度目　気候変動デモで”.   CNN (2019年11月2日). 2019年11月3日閲覧。
17. ↑  “パパが遺した物語 特集: 肌寒くなった秋、この10月、無性に“涙”したくありませんか？感動作「幸せのちから」の監督が贈る「父が《小説》に込めた娘への愛」”.   映画.com (2015年9月28日). 2025年3月11日閲覧。
18. ↑  “映画『グランドフィナーレ』賞レース席巻 - マイケル・ケイン、ジェーン・フォンダが魅せる熟練の演技”.   ファッションプレス (2016年4月4日). 2025年3月11日閲覧。
19. ↑  “『夜が明けるまで』感想（ネタバレ）”.   シネマンドレイク (2017年10月3日). 2025年3月11日閲覧。